# Otto Muß
Otto Muß (* 22. Februar 1875 in Bamberg; † im 20. Jahrhundert) war ein deutscher Verwaltungsjurist und Bezirksoberamtmann.

## Leben
Otto Muß studierte Rechtswissenschaften an der Julius-Maximilians-Universität Würzburg und promovierte zum Dr. jur. In den Jahren von 1900 bis 1903 leistete er den dreijährigen Vorbereitungsdienst (Referendariat), musste danach wegen Krankheit das Prüfungsverfahren zum Großen juristischen Staatsexamen abbrechen und holte dieses 1904 mit der Note II 22/40 nach. Im April 1905 wurde er Regierungsakzessist und erhielt 1908 eine Anstellung als Assessor beim Bezirksamt Ochsenfurt, wo er im April 1920 als Bezirksoberamtmann Leiter der Behörde und zum 1. Mai zum Regierungsrat befördert wurde. 1922 wechselte er in gleicher Funktion zum Bezirksamt Memmingen. Am 1. September 1923 übernahm er als Bezirksamtsvorstand die Leitung des Bezirksamtes Neunburg vorm Wald, wo er zum Jahresbeginn 1928 zum Oberregierungsrat ernannt wurde. Im Juni des Jahres wechselte er zum Bezirksamt Kitzingen. Zum 1. Mai 1933 trat Muß in die NSDAP ein (Mitgliedsnummer 3.154.025). 1936/1937 war gegen ihn ein Verfahren vor dem NSDAP-Kreisgericht Kitzingen anhängig, wegen angeblich unnationalsozialistischen Verhaltens. Das Verfahren wurde an das Gaugericht abgegeben und dort am 29. September 1937 eingestellt. Nach knapp zehnjähriger Amtszeit ging Muß unter Druck vorzeitig in den Ruhestand.